# Eerste Kamerverkiezingen 2019/Kandidatenlijst/D66
De kandidatenlijst voor de Eerste Kamerverkiezingen van 2019 van de lijst Democraten 66 (D66) (lijstnummer 3) is na controle door de Kiesraad als volgt vastgesteld:
1. Bredenoord A.L. (Annelien), Utrecht
2. Backer J.P. (Joris), 's-Gravenhage
3. van Huffelen A.C. (Alexandra), Utrecht
4. Stienen C.P.W.J. (Petra), 's-Gravenhage
5. Dittrich B.O. (Boris), Amsterdam
6. Pijlman H.J. (Henk), Groningen
7. Schnabel P. (Paul), Zeist
8. Moonen C.P.M. (Carla), Breda
9. van der Voort P.H.J. (Peter), Boksum
10. Elion-Valter C. (Carinne), Bergen op Zoom
11. Kronenburg E. (Ed), Parijs (FR)
12. Werker B.J.M. (Bas), Tilburg
13. Sanders M.W.J.L. (Mark), Utrecht
14. Meuwese A.C.M. (Anne), 's-Gravenhage
15. Bolte J.F.B. (John), Utrecht
16. Aerdts W.J.M. (Willemijn), Voorburg
17. Karssen A. (Aart), Zwolle
18. Breitbarth P.V.F.L. (Paul), 's-Gravenhage
19. Kocken B.M. (Boris, Oegstgeest
20. Engels J. (Jan), Wichmond
21. Sluijs J.J.M. (Jan-Koen), 's-Gravenhage
22. Dekker-Groen A.M. (Agaath), Houten
23. Wijbenga A. (Anneke), 's-Gravenhage
24. Hageman J.J.C. (Jeroen), Veldhoven

VVD · PVV · CDA · D66 · GroenLinks · SP · PvdA · ChristenUnie · Partij voor de Dieren · 50PLUS · SGP · DENK · FVD · Blanco lijst 15 · OSF
1969 · 1971 · 1974 · 1977 · 1980 · 1981 · 1983 · 1986 · 1987 · 1991 · 1995 · 1999 · 2003 · 2011 · 2015 · 2019 · 2023